# Renato Bacigalupo
Renato Bacigalupo né le 8 juillet 1908 à Rapallo est mort le 6 octobre 1979 est un nageur italien ayant participé aux Jeux olympiques d'été de 1924 à Paris.

## Carrière
Aux Jeux olympiques d'été de 1924 à Paris, il est engagé sur les 400 mètres et 1 500 mètres nage libre. Forfait au 400, il réalise 23 min 4 s 4 aux 1 500 mètres et termine troisième de sa série. Il n'est pas qualifié pour les demi-finales. Lors du relais 4 × 200 mètres, l'équipe italienne réalise 11 min 5 s 2 en séries puis 11 min 0 s 4 en demi-finale mais n'est pas qualifiée pour la finale. Appelé en équipe d'Italie pour les Jeux olympiques d'été de 1928 à Amsterdam, il renonce à y participer pour passer l'équivalent italien du baccalauréat.
Aux championnats d'Europe de natation en 1926, il se classe 5e au relais 4 × 200 mètres (avec Gianni Patrignani, Emilio Polli et Bruno Parenzan) en 10 min 49 s 5. L'année suivante, il termine 5e du 400 mètres en 5 min 35 s et 4e du relais 4 × 200 mètres (avec Ettore de Barbieri, Emilio Polli et Antonio Conelli) en 10 min 19 s.
Aux championnats d'Italie de natation, de 1924 à 1929, il est sur tous les podiums du 400 mètres nage libre : 1er  en 1924 (5 min 40 s), 1925 (5 min 53 s 6), 1926 (5 min 42 s 2) et 1928 (5 min 27 s 2) ; 2e en 1927 (5 min 34 s 4) et 1929 (5 min 27 s 2). Pratiquement les mêmes années, il domine le 1 500 mètres : 1er  en 1924 (23 min 26 s 8), 1925 (23 min 48 s 8), 1926 (23 min 26 s) ; 2e en 1927 (22 min 59 s 8) et 1928 (22 min 46 s 8). En 1930 et 1931, il monte sur la troisième marche du podium sur le 100 mètres nage libre (en 1 min 5 s 8 et 1 min 6 s 6).
Il triomphe aussi en nage en eau libre : Traversée de Paris à la nage en 1924 ; traversée de Rome ou de la baie de Marseille en 1925. Il participe aussi à des compétitions marathons en Amérique du nord, où il est d'ailleurs au moment du déclenchement de la Seconde Guerre mondiale. Il rentre alors en Italie et incorpore un corps de grenadiers.